# Gotham Knights (serie de televisión)
Gotham Knights es una serie de televisión estadounidense de superhéroes desarrollada por Natalie Abrams, Chad Fiveash y James Stoteraux para The CW. Se centra en los miembros de la familia de Batman y otros personajes secundarios de DC Comics. Se estrenó el 14 de marzo de 2023. En junio de 2023, la serie fue cancelada tras una temporada.

## Premisa
A raíz de la muerte de Bruce Wayne, su hijo adoptivo Turner Hayes forja una alianza improbable con los fugitivos Harper y Cullen Row, y la criminal Duela, cuando todos son incriminados por el asesinato y acusados públicamente de cometerlo por la policía de Gotham City y el Fiscal de Distrito Harvey Dent. Los cuatro jóvenes intentan limpiar sus nombres y descubrir quién mató realmente a Bruce Wayne, junto con la ayuda de la amiga de Turner, Stephanie Brown, y la compañera de clase de Turner, Carrie Kelley, que opera en secreto como Robin. El misterio de quién los incriminó pronto los lleva a la Corte de los Búhos. Con el tiempo, evolucionan hasta convertirse en los nuevos protectores de Gotham conocidos como los «Gotham Knights».

## Reparto

### Principales
- Oscar Morgan como Turner Hayes, el hijo adoptivo de Bruce Wayne y estudiante de la Academia Gotham que presuntamente contrató a las tres personas acusadas de matar a Bruce. Turner Hayes es un personaje original de la serie y no proviene de los cómics.[3][4]
- Olivia Rose Keegan como Duela, la hija del difunto Joker que se encuentra entre los incriminados por el asesinato de Bruce Wayne.
- Navia Robinson como Carrie Kelley / Robin, una estudiante de Gotham Academy y la actual compañera de Batman que se alía con Turner para encontrar a los verdaderos culpables del asesinato de Batman.
- Fallon Smythe como Harper Row, una joven ingeniera y hermana de Cullen que se encuentra entre los incriminados por el asesinato de Bruce Wayne.
- Tyler DiChiara como Cullen Row, el hermano de Harper que se encuentra entre los incriminados por el asesinato de Bruce Wayne.
- Anna Lore como Stephanie Brown, estudiante de Gotham Academy, la mejor amiga de Turner y una programadora experta. Se alía con Turner para ayudar a encontrar a los verdaderos culpables del asesinato de Batman.
- Rahart Adams como Brody March, hijo de Lincoln March y estudiante en Gotham Academy.
- Misha Collins como Harvey Dent, un viejo amigo de Bruce Wayne y el fiscal de distrito de Gotham City.

### Recurrentes
- KK Moggie como Cressida, la agregada de Bruce Wayne que ayudó a vigilar a Turner cuando era más joven, pero que trabaja en secreto para la Corte de los Búhos.
- Lauren Stamile como Rebecca March, la madre de Brody March y la esposa de Lincoln March.
- Damon Dayoub como Lincoln March, el padre de Brody March, el esposo de Rebecca March y un conocido industrial.
- Sunny Mabrey como Crystal Brown, la madre de Stephanie Brown.
- Ethan Embry como Arthur Brown, el padre de Stephanie Brown y presentador del programa de juegos «Quiz Bowl».

### Invitados
- David Miller como Bruce Wayne / Batman, el director ejecutivo de Wayne Enterprises, padre adoptivo de Turner y vigilante que es encontrado asesinado.
- Joel Keller como el detective Ford, un detective del Departamento de Policía de Gotham City que trabaja para Harvey Dent, quien se encuentra entre los policías que intentaron matar a Turner y los sospechosos de la muerte de Bruce Wayne.
- Fiona Byrne como la comisionada Yindel, comisionada del Departamento de Policía de Gotham City.
- Deja Dee como el comisionado Sato, el comisionado del Departamento de Policía de Gotham City.
- Randall Newsome como Hamilton Hill, el alcalde de Gotham City que está aliado con la Corte de los Búhos. La Corte de los Búhos lo mata con una limusina equipada con una bomba de gas venenoso después de que cumplió su propósito.
- Keil Oakley Zepernick como Vernon Wagner, el líder de los Mutantes.
- Veronica Cartwright como Eunice Harmon, una anciana residente de una casa de retiro cerca de Robinson Park que es hija del conocido asesino en serie Felix Harmon.
- Perris Drew como Titus Jones, el hijo del difunto abogado de Wayne, Pericles Jones, que se enfrenta a Turner y Harper cuando irrumpen y entran en su casa.
- Angela Davis como la Dra. Kelley, la destacada madre médica de Carrie
- Doug Bradley como Joe Chill, un recluso condenado a muerte que fue encarcelado por asesinar a Thomas Wayne y Martha Wayne durante un atraco.

## Episodios
| N.º | Título                      | Dirigido por         | Escrito por                                                                                       | Fecha de emisión original | Código de prod. | Audiencia (millones) |
| --- | --------------------------- | -------------------- | ------------------------------------------------------------------------------------------------- | ------------------------- | --------------- | -------------------- |
| 1   | «Pilot»                     | Danny Cannon         | Natalie Abrams, Chad Fiveash y James Stoteraux                                                    | 14 de marzo de 2023       | T15.10160       | 0.61                 |
| 2   | «Scene of the Crime»        | Jeffrey Hunt         | Chad Fiveash y James Stoteraux                                                                    | 21 de marzo de 2023       | T43.10202       | 0.43                 |
| 3   | «Under Pressure»            | Lauren Petzke        | Natalie Abrams                                                                                    | 28 de marzo de 2023       | T43.10203       | 0.48                 |
| 4   | «Of Butchers and Betrayals» | Geoffrey Wing Shotz  | David Paul Francis y Devon Balsamo-Gillis                                                         | 4 de abril de 2023        | T43.10204       | 0.47                 |
| 5   | «More Money, More Problems» | Nimisha Mukerji      | Elle Lipson y Summer Plair                                                                        | 11 de abril de 2023       | T43.10205       | 0.38                 |
| 6   | «A Chill in Gotham»         | Alexandra La Roche   | Nicki Holcomb y Nate Gualtieri                                                                    | 25 de abril de 2023       | T43.10206       | 0.43                 |
| 7   | «Bad to Be Good»            | Avi Youabian         | Alegre Rodriquez y Michelle Furtney-Goodman                                                       | 2 de mayo de 2023         | T43.10207       | 0.33                 |
| 8   | «Belly of the Beast»        | Jeffrey Hunt         | David Paul Francis y Nate Gualtieri                                                               | 9 de mayo de 2023         | T43.10208       | 0.35                 |
| 9   | «Dark Knight of the Soul»   | Eric Dean Seaton     | Elle Lipson y Devon Balsamo-Gillis                                                                | 23 de mayo de 2023        | T43.10209       | 0.33                 |
| 10  | «Poison Pill»               | Elizabeth Henstridge | Nicki Holcomb y Summer Plair                                                                      | 30 de mayo de 2023        | T43.10210       | 0.39                 |
| 11  | «Daddy Issues»              | America Young        | Natalie Abrams y Caroline Dries                                                                   | 6 de junio de 2023        | T43.10211       | 0.36                 |
| 12  | «City of Owls»              | Ben Hernandez Bray   | Brooke Pohl y Amy Do Thurlow                                                                      | 20 de junio de 2023       | T43.10212       | 0.28                 |
| 13  | «Night of the Owls»         | Jeffrey Hunt         | Historia de: Alegre Rodriquez y Michelle Furtney-Goodman Guion de: Chad Fiveash y James Stoteraux | 27 de junio de 2023       | T43.10213       | 0.33                 |

## Producción

### Desarrollo
En diciembre de 2021, se informó que The CW estaba desarrollando una adaptación a serie de televisión. La serie está escrita por Natalie Abrams, James Stoteraux y Chad Fiveash, quienes también se ejercen como productores ejecutivos con Greg Berlanti, Sarah Schechter y David Madden a través de Berlanti Productions. El videojuego del mismo título también tiene lugar en un Gotham posterior a Bruce Wayne y también presenta a la Corte de los Búhos como antagonistas, pero los proyectos no están relacionados. En febrero de 2022, The CW ordenó un episodio piloto para evaluar. En mayo de 2022, The CW ordenó la serie.

### Selección de reparto
En marzo de 2022, Fallon Smythe y Tyler DiChiara fueron elegidos para el piloto, seguidos por Oscar Morgan, Olivia Rose Keegan y Navia Robinson días después. Misha Collins reveló que interpretaría a Harvey Dent. Anna Lore también se unió al elenco, interpretando a Stephanie Brown. En abril, Rahart Adams fue elegido como Brody, cuyos padres serían interpretados por Lauren Stamile y Damon Dayoub en papeles recurrentes. En enero de 2023, Ethan Embry y Sunny Mabrey fueron elegidos para papeles recurrentes como Cluemaster y Crystal Brown. En marzo de 2023, Doug Bradley se unió al elenco en un papel recurrente como Joe Chill. El primer avance se lanzó el 31 de mayo de 2022. La serie se estrenó el 14 de marzo de 2023. El 12 de junio de 2023, The CW canceló la serie tras una temporada.

### Rodaje
La filmación del episodio piloto comenzó en abril de 2022 en Toronto, Ontario. El rodaje del resto de la temporada comenzó en Atlanta, Georgia, el 13 de septiembre de 2022.